# Kom till Casino
Kom till Casino är en svensk film från 1975 i regi av Gösta Bernhard och Mille Schmidt

## Om filmen
Filmen premiärvisades 20 januari 1975 på biograferna Norden i Jokkmokk och Royal i Umeå. Den spelades under en föreställning på Intima Teatern i Stockholm av Rune Ericson och John Olsson. För koreografin svarade Norma Ahlqvist och John Ivar Deckner och musikarrangemangen Jan Boquist.

## Roller[4]
- Anna Sundqvist - revyartister
- Siv Ericks - revyartister
- Gösta Bernhard - revyartister
- Carl-Gustaf Lindstedt - revyartister
- Gus Dahlström - revyartister
- Gunnar "Knas" Lindkvist - revyartister
- Gösta Krantz - revyartister
- Norma Ahlqvist - dansare
- Annelie Alexandersson - dansare
- Susie Sulocki - dansare
- Bibi Carlo - dansare
- Eva Jansson - dansare
- Reimers Ekberg - dansare
- Madelen Johansson - dansare

## Musik i filmen[5]
- Kom till Casino, kompositör Jack Ronalds, text Stig Bergendorff och Gösta Bernhard
- Good Old, Bad Old Days (Primadonnorna), kompositör och text Leslie Bricusse och Anthony Newley, svensk text Stig Bergendorff och Gösta Bernhard
- Open the Door, Richard! (Kom å lås opp, Rickard!), kompositör Jack McVea och Dan Howell engelsk text Dusty Fletcher och John J. Mason svensk text Gösta Rybrant
- Henne vi glömmer, kompositör Stig Bergendorff, text Stig Bergendorff och Gösta Bernhard
- Sodom och Gomorra, kompositör Jan Boquist
- Sommarpolska, kompositör Nils Björklund svensk text 1943 Brodde Nistinger, ny text 1973 Stig Bergendorff och Gösta Bernhard
- Säkkijärven polkka (Säkkijärven polka), finsk text 1953 Reino Helismaa finsk text 1967 Pertti Reponen svensk text 1958 Harry Erneclou svensk text 1963 Sören Andersson
- Heut' Nacht hab' ich geträumt von dir (I natt jag drömde blott om dig), kompositör Emmerich Kálmán, tysk text Alfred Grünwald och Julius Brammer svensk text Björn "Nalle" Halldén och S.S. Wilson
- Mon oncle (Min onkel), kompositör Franck Barcellini
- Man vill så väl, kompositör Stig Bergendorff, text Stig Bergendorff och Gösta Bernhard
- If You Knew Susie Like I Know Susie, kompositör Joseph Meyer, text Joseph Meyer och B.G. DeSylva
- Le Rififi (Rififi-Blues), kompositör Philippe Gérard, text Jacques Larue
- Flickan i borgen, kompositör Stig Bergendorff, text Stig Bergendorff och Gösta Bernhard
- Mellan vänner, kompositör Amdi Riis, svensk text Stig Bergendorff och Gösta Bernhard
- For You Alone (För dig allen/Tag denna ros från varm och solig Söder), kompositör Henry E. Geehl, engelsk text 1909 P.J. O'Reilly svensk text 1912 Ernst Wallmark
- Munkvisan (Då tar vi tagelskjortan på), kompositör och text Gösta Bernhard / Stig Bergendorff
- Talk to Him (Tala me'n), kompositör Jerry Bock och George David Weiss, engelsk text George David Weiss och Larry Holofcener svensk text Stig Bergendorff och Gösta Bernhard
- Tea for Two, kompositör Vincent Youmans, text Irving Caesar
- Blommornas vals (Val's tsvetov'), kompositör Pjotr Tjajkovskij